# Basil Schonland
Sir Basil Ferdinand Jamieson Schonland OMG CBE FRS (Grahamstown, 2 de fevereiro de 1896 — Winchester, 24 de novembro de 1972) foi um físico britânico nascido na África do Sul.

## Publicações
- Atmospheric Electricity (1932) OCLC 1900222
- The Flight of Thunderbolts (1950) OCLC 490276
- The Atomists 1805-1933 (1968) OCLC 236856

Os artigos científicos de Schonland foram doados ao Churchill Archives Centre por Lady Schonland em 1973.